# Grauflossen-Grunzer
Der Grauflossen-Grunzer (Haemulon parra, Synonyme: Haemulon parrai und Diabasis parra)
ist eine Fischart aus der Familie der Süßlippen und Grunzer (Haemulidae).

## Merkmale
Die Tiere erreichen eine Länge von 30 bis 50 Zentimetern. Wie bei vielen Fischarten unterscheiden sich juvenile und ausgewachsene Tiere.
Jungfische wirken gestreckter, da der Rücken noch nicht so hoch ist. Die Flossen sind noch transparent, wobei die Schwanzflosse am Ansatz einen dunklen Punkt aufweist. Der Ansatz der Rückenflosse ist dunkel. Weitere Merkmale sind 3 dunkle schwarz-bräunliche Seitenstreifen. Der mittlere dieser Streifen ist dünner, heller und kürzer.
Ausgewachsene Grauflossen-Grunzer sind hochrückiger. Ihre Färbung ist silbriggrau meliert. Dunkle Flecken in den Schuppenzentren bilden gepunktete Linien über den ganzen Körper. Die Flossen sind grau bis schwarz. Lediglich die Brustflossen bleiben deutlich heller.
Wie andere Grunzer produzieren sie grunzende Geräusche, welche durch Aneinanderreiben ihrer scharfen Schlundzähne erzeugt und durch die Schwimmblase verstärkt werden.

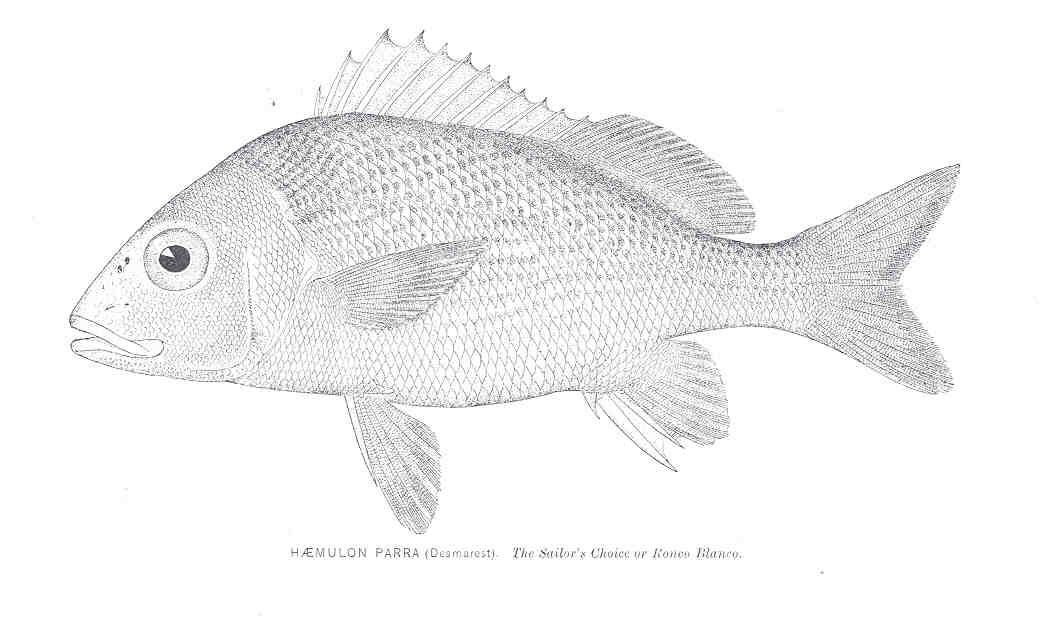
Schwarz-Weiß-Zeichnung
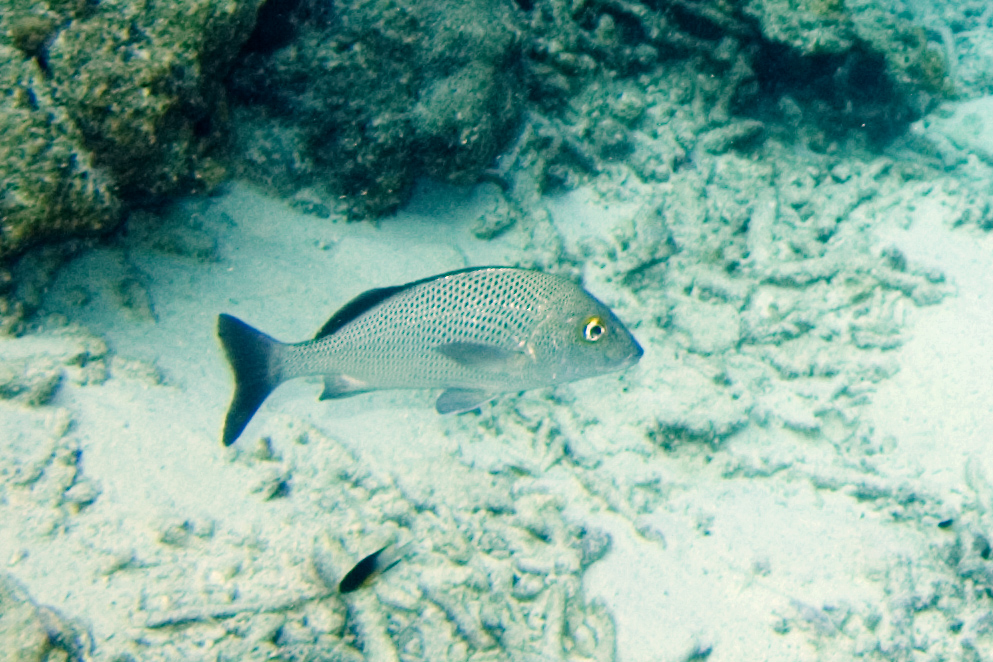
Adulter Grauflossen-Grunzer bei Bonaire
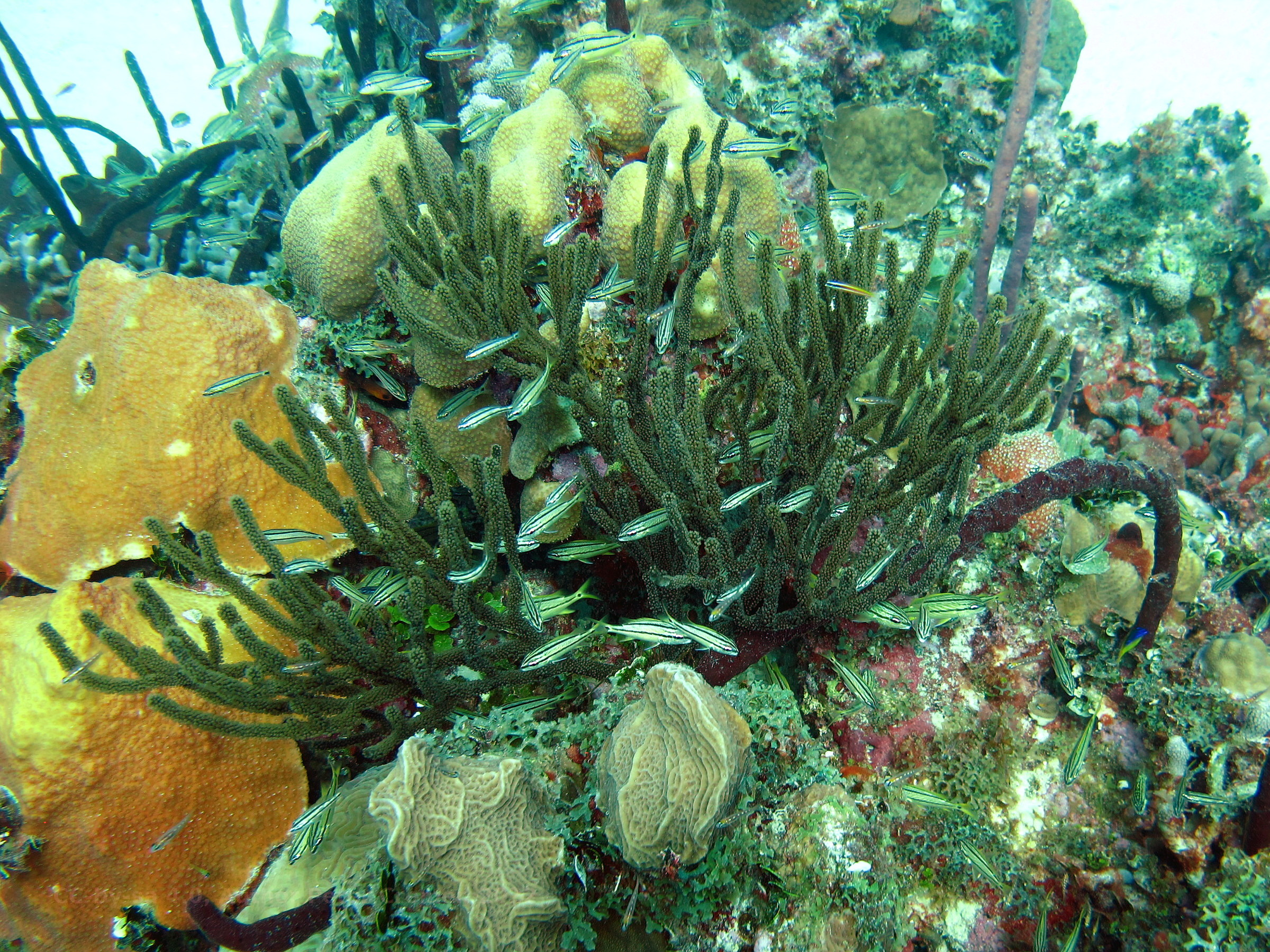
Gruppe juveniler Grauflossen-Grunzer in der Gorgonie Plexaura homomalla

## Habitat
Der Grauflossen-Grunzer ist in Küstengewässern im tropischen westlichen Atlantik bzw. im Karibischen Meer beheimatet. Während die adulten Tiere Korallenriffe und offene Gebiete bevorzugen, halten sich Jungfische gerne in Seegraswiesen auf. Tagsüber lebt die Art in Gruppen in etwa einem Meter Wassertiefe. Nachts geht sie auf Nahrungssuche und ist meist einzeln unterwegs. Auf der Nahrungssuche nach Bostenwürmern, Mollusken oder kleinen Fischen erreicht sie Tiefen von bis zu 30 Metern.